# Hanna Lindmark
Sara Johanna (Hanna) Lindmark, född Nilsdotter 24 november 1860 i Arnäs församling i Ångermanland, död 15 november 1941 i Oscars församling i Stockholm, var en svensk entreprenör och grundare av  hushållskolorna Margaretaskolorna.

## Biografi
Hanna Lindmark växte upp under svåra förhållanden. Hennes mor Cajsa Brita Persdotter dog i barnsäng 1869, samma år som Sverige drabbats av missväxt och svält under Missväxtåren 1867–1869. Familjen blev så fattig att dottern som nioåring såldes på fattigauktion (barnauktion) till den i hemsocknen Arnäs som tog emot henne för lägst ersättning.  Tills hon fyllde 15 år utauktionerades hon årligen till olika fosterföräldrar. Hennes far Nils Olofsson, som var fattighjon i trakten, var gift tre gånger och fick 22 barn, av vilka tio överlevde.
Lindmark bestämde sig tidigt att arbeta sig ut ur fattigdomen. En viktig inspiration var Anna Johansdotter Norbäck, kallad Mor Anna. Hon var grundare av Annaniterkyrkan i Arnäs och hennes fria församling besökte Lindmark ofta. Detta lade grunden till Lindmarks starka gudstro och dröm om att bli missionär. I ett hem lärde hon sig att läsa och skriva och som lillpiga i fosterhemmen fick hon även laga mat och blev snabbt mycket uppskattad. Så småningom fick hon tjänst som köksa hos rika bönder, präster och grosshandlare samt som hushållerska hos fotografen Adele Kindlund i Östersund. Dit kom hon som 36-åring och även Kindlund blev en förebild. Lindmark märkte att en kvinna kan råda över sitt eget liv och inspirerades att få ett yrke. År 1898 använde hon sina sparpengar till en kurs på Elsa Borgs Bibelkvinnohem i Vita Bergen i Stockholm. Men sparkapitalet räckte bara till en termin och hon fick istället satsa på matlagning.

## Karriär
År 1899 inledde Lindmark sin karriär som ansvarig för KFUM:s nyöppnade matservering i Östersund. Hennes  talanger som organisatör och restauratris resulterade i stora framgångar för serveringen, som hon också övertog. Efter bara ett år kunde hon utvidga, nyanställa och kräva bättre lokaler. En av gästerna var änklingen Axel Lindmark, nivellör i Generalstabens kartverk, som kom till serveringen med sina barn Oscar, Aimée och Robert. De gifte sig 1904 och inledde ett lyckligt äktenskap och ett välfungerande arbetsteam. Hanna Lindmark var snabbt klar med sin affärsidé som byggde på fyra grundpelare och blev framgångsrik i mer än 70 år. Den första komponenten var inspiration från det hon hade lärt sig som nioårig piga. Målet var att lära unga, kristna flickor att laga svensk husmanskost av hög kvalitet. Flickorna undervisades även i kristendom, etik, hygien och näringslära. De som var tillräckligt skickliga hade blivit lovade arbete hos Lindmark efter utbildningen. Lindmarks andra föresats var att maten skulle säljas dagsfärsk i butik, vilket gjorde henne först med take-away i Sverige, långt innan begreppet fanns. Det tredje grundtanken var en restaurang för kristna familjer som ville äta ostörd av berusade gäster i rökiga lokaler. Den fjärde idén var en festvåning där människor kunde fira födelsedagar, bröllop, begravningar och andra fester.

### Margaretaskolorna
År 1905 flyttade makarna Lindmark till Norrköping och öppnade den första Margaretaskolan, uppkallad efter prinsessan Margareta,  senare kronprinsessa. Margaretaskolan blev en succé. Tidpunkten sammanföll med Norrköpings stora konst- och industrimässa 1906, vilken skapade efterfrågan på serveringsställen. Sedan tillkom rörelser i Stockholm lagom till Olympiaden 1912 och i Göteborg 1923 samtidigt med Jubileumsutställningen.. Steg för steg etablerade hon sig runt om i Sverige, bland annat också i Malmö, Linköping, Borås, Jönköping, Västerås. Örebro, Lund, Helsingborg och Tranås. Margaretaskolan blev en landsomfattande kedja med butiker, restauranger och festvåningar. Lindmark anställde bara ogifta kvinnor och kristna flickor stod i kö för att komma in på skolan. Ensamma herrar kom för att äta på serveringen där man även kunde köpa kåldolmar och sillbullar att ta med hem.
 

Under alla år höll Margaretaskolan hög kvalitet, mycket tack vare hur bra makarna kompletterade varandra. Axel Lindmark, som var pedantisk och försiktig, skötte bokföring och administration, medan Hanna Lindmark var den utåtriktade och dynamiska som inspekterade kök, hygien och provsmakade maten. Hon tillförde även nya moment till undervisningen, exempelvis näringslära, och var den drivande kraften i hela verksamheten.

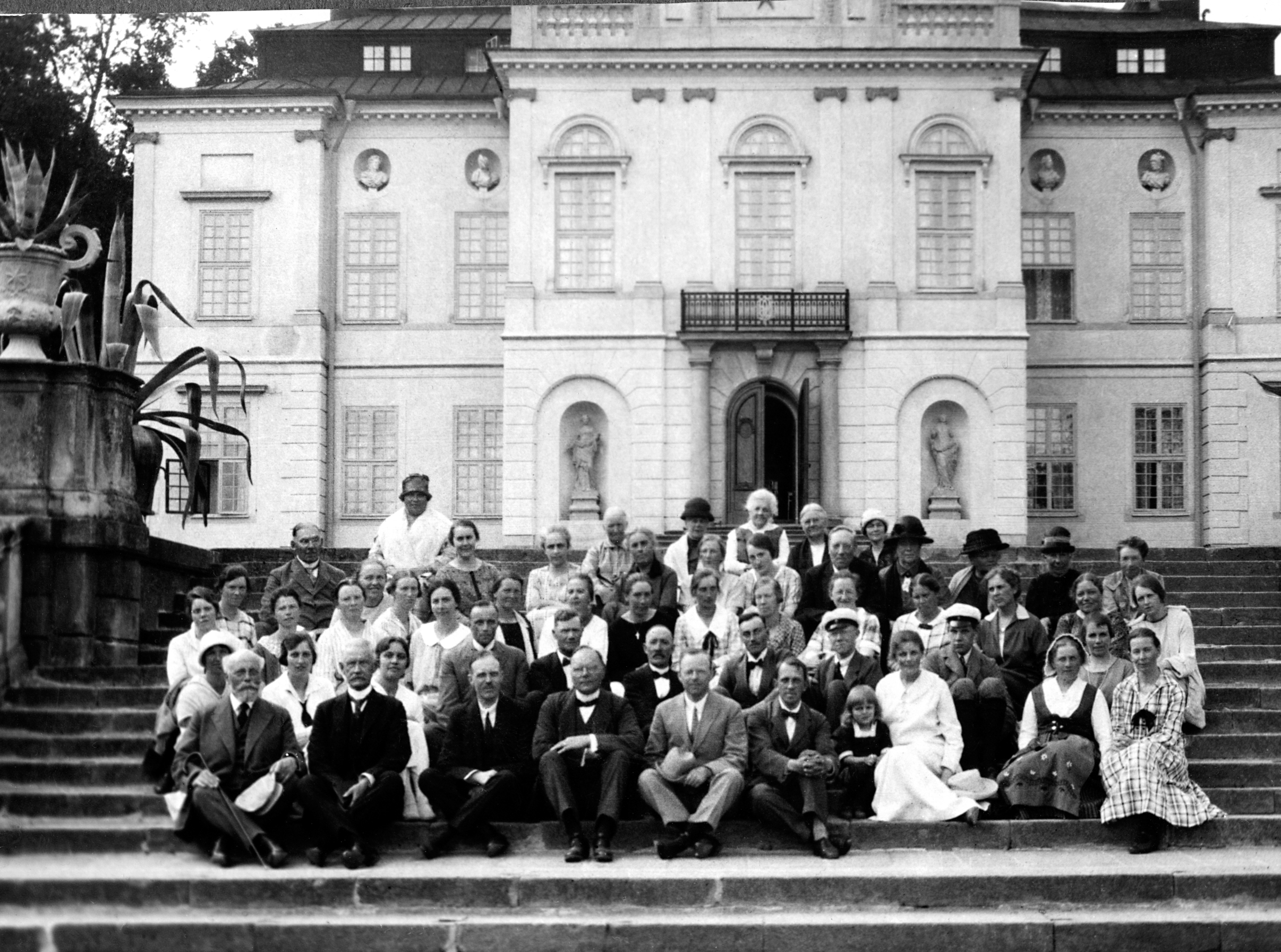
Missionsmöte på Steninge slott på 1920-talet. Hanna Lindmark samlade statskyrkan och frikyrkan till ekumeniska möten.

### Investeringar

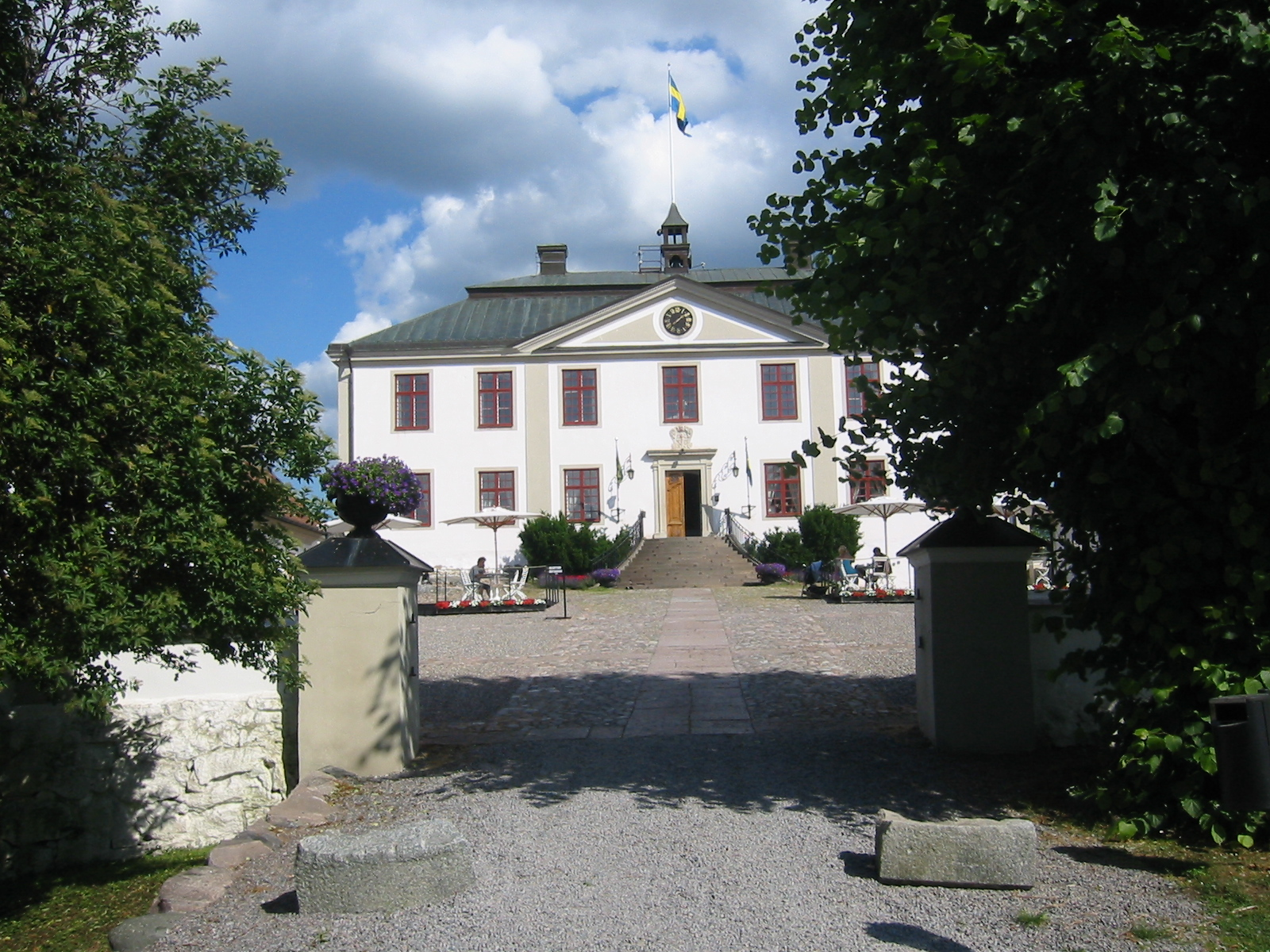
Mauritzbergs slott i Norrköpings kommun.

I takt med att rörelsen växte och blev alltmer lönsam började Lindmark investera i fast egendom.  År 1922 köpte hon Steninge slott i Märsta nära Stockholm och fick därmed en betydande lantegendom. Ladugården var den största i sitt slag i Sverige och hade 170 kor som gav Lindmark tillgång till mejeriprodukter; i 28 växthus odlades jordgubbar, tomater och druvor. 
År 1923 köpte Lindmark Dicksonska palatset i Göteborg. Staden planerade en stor industrimässa och hon ville därför öppna Margaretaskolan i staden. När hon fick utmärkelsen Illis quorum 1927 var hon sedan länge respekterad inom kretsen av kristna entreprenörer. Hon fick medaljen ”för sina insatser som lärarinna”, vilket blev en triumf då hon själv aldrig gått i skolan. 
År 1933 köpte makarna Mauritzbergs slott på Vikbolandet. Hennes egna närodlade varor på samtliga egendomar gjorde verksamheten mindre sårbar för 1930-talets varubrist. En annan förklaring till att Lindmark gick närmast oskadd ur 1930-talets ekonomiska kris var enligt henne själv att hon  aldrig satsat i aktier.
Lindmarks drivkraft avtog inte med åren. 71 år gammal ville hon fortsätta att expandera och Steninge såldes för att frigöra kapital till juvelen i hennes imperium. År 1933 blev hon Torsten Kreugers första hyresgäst i Citypalatset på Norrmalmstorg i Stockholm och visade prov på djärvhet och moderna idéer. Förutom Margaretaskolans vanliga koncept skapade Lindmark hotellverksamhet där. Med hjälp av sin stadiga affärsidé och sin förutseende men flexibla ledning kunde hon alltid anpassa verksamheten. Om festvåningarna sviktade under vikande efterfrågan trappade hon istället upp butiksverksamheten.

### Efter hennes död
Hanna Lindmarks frikyrkliga uppväxt och Axel Lindmarks bakgrund i Svenska kyrkan bidrog till makarnas gemensamma intresse av att föra samman olika kristna riktningar. Genom att samla företrädare från olika läger till konferenser spelade hon en aktiv roll inom ekumeniken. Margaretaskolan lämnade varje år tio procent av sin vinst till fyra missionssällskap. Det var hennes sätt att kompensera att hon själv inte blev missionär.  
Efter makens död 1935 var Lindmark fortsatt aktiv och som 80-åring drev hon Margaretaskolan till 1941, då hon avled i lunginflammation. Hon efterlämnade en välskött rörelse med god lönsamhet. Hennes ursprungliga plan var att låta respektive skolas föreståndarinna ärva, men hon testamenterade istället sin stora förmögenhet, egendomarna och alla Margaretaskolorna till Svenska kyrkans mission, Svenska Baptistmissionen, Svenska Missionsförbundet och Svenska Missionen i Kina. Detta visade sig vara ödesdigert. Den som fick leda verksamheten var både inkompetent och ohederlig, vilket resulterade i att Margaretaskolorna gick under. 1977 stängdes den sista skolan och företaget likviderades. Makarna Lindmark är begravda på Norra begravningsplatsen utanför Stockholm.